# Олбани (Висконсин)
Олбани (енгл. Albany) град је у америчкој савезној држави Висконсин.

## Демографија
По попису из 2010. године број становника је 1.018, што је 173 (-14,5%) становника мање него 2000. године.
| Група             | 2000.         | 2010.       |
| Белци             | 1.165 (97,8%) | 969 (95,2%) |
| Афроамериканци    | 1 (0,1%)      | 5 (0,5%)    |
| Азијати           | 6 (0,5%)      | 7 (0,7%)    |
| Хиспаноамериканци | 14 (1,2%)     | 24 (2,4%)   |
| Укупно            | 1.191         | 1.018       |